# Barcelonas tunnelbana
Barcelonas tunnelbana (katalanska: Metro de Barcelona) är ett tunnelbanesystem i Barcelona, huvudstad i den spanska autonoma regionen Katalonien. Det invigdes den 30 december 1924 och är det näst äldsta tunnelbanesystemet i Spanien, efter Madrids tunnelbana. Tunnelbanan är stadens främsta system för kollektivtrafik med 449 miljoner passagerare per år (siffror för år 2018); det året transporterade stadens bussar, drygt hälften så många passagerare. 
Barcelonas tunnelbana utgörs av 12 linjer samt en bergbana, vilka sköts av två bolag. Det ena bolaget är TMB Transports Metropolitans de Barcelona, som driver linjerna L1, L2, L3, L4, L5, L9, L10, och L11 samt Montjuïcs bergbana; det andra är FGC (det regionägda Ferrocarrils de la Generalitat de Catalunya), som driver linjerna L6, L7, L8 och L12. Båda bolagen är precis som övriga kollektiva trafikslag i Barcelonaregionen integrerade under en gemensam taxa.
Linjenätets längd är 139,4 km med 178 stationer (147 när bytesstationer räknas endast en gång) och med tre olika spårvidder. 34 platser på nätet erbjuder byte mellan olika linjer, varav Plaça de Catalunya, La Sagrera och Plaça de Espanya är de största. Något som karakteriserar Barcelonas tunnelbana är att bytesstationerna ofta ligger väldigt långt ifrån varandra, liksom att de förbinds genom ett myller av gångar och trappor.

## Nät och trafik

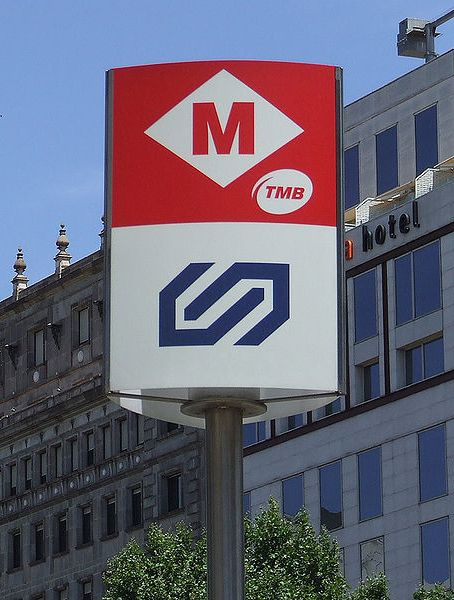
Barcelonas tunnelbana har två olika loggor, där den övre används av TMB och den undre av FGC.

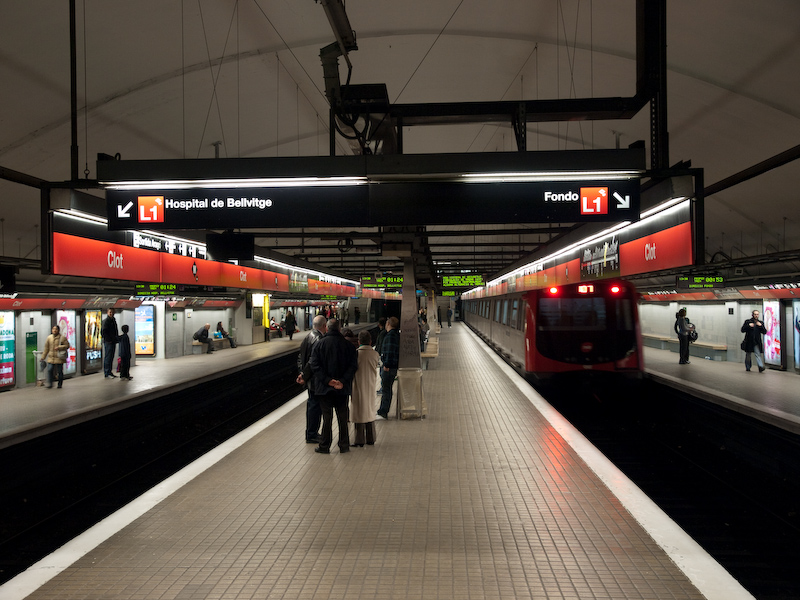
Tunnelbanestationen Clot linje 1.

De olika stationerna vid Plaça de Catalunya.

Barcelonas tunnelbanenät består av tre olika separata spårsystem, med egen trafikledning och övervakning. De tre systemen drivs av två operatörer, där den ena är Transports Metropolitans de Barcelona (TMB) som driver 8 linjer i Barcelona med 161 stationer över 119 km. TMS:s linjer numreras L1, L2, L3, L4, L5, L9, L10 och L11. Med undantag av linje 1, vars spårvidd skiljer sig, finns det anslutningsspår mellan alla övriga linjer i nätet. Det är således fullt möjligt att trafikera alla linjer utom Linje 1 med samma vagnar; detta görs dock inte i praktiken, utan varje linje har istället sina egna vagnar. Linje 1 (som skapades för att koppla samman olika järnvägsstationer i början av 1900-talet), är konstruerad enligt den iberiska banbredden på 1668/1672 mm. Övriga linjer använder den internationella spårvidden på 1435 mm.
De två övriga spårsystemen drivs av Ferrocarrils de la Generalitat de Catalunya (FGC), som driver de tre linjena L6, L7, L8 och L12. Linjerna L6, L7 och L12 ingår som en del i spårsystemet Metro del Vallès, ett mindre nät av linjer där trafiken närmast kan beskrivas som pendeltåg. Dock trafikerar L6, L7 och L12 endast den delen av nätet som ligger inom staden och zon 1 i det integrerade tariffsystemet. Före år 2001, året då gemensam tariff infördes, hette L6 och L7 istället U6 och U7. Detta berodde på att man ville särskilja dessa från övriga tunnelbanelinjer. U, som i det här fallet stod för urbà (det vill säga stadsbana), antyder att det inte rör sig om någon egentlig tunnelbana. 
Det tredje spårsystemet inom Barcelonas tunnelbanesystem är ett smalspårigt järnvägsnät med både passagerartrafik och godståg. Genom Barcelona och de två angränsande städerna L'Hospitalet de Llobregat samt Cornellà de Llobregat har järnvägen lagts i tunnel, och sträckan blev år 2003 inkluderad i Barcelonas tunnelbanenät som linje 8. Någon tunnelbana – annat än att linjen går under marken – är det dock inte frågan om, utan det rör sig istället om en högtrafikerad smalspårig järnväg.
Nästan hela nätet är underjordiskt med endast kortare sträckor på linje 1 (mellan Mercat Nou och Santa Eulàlia), linje 5 och linje 11 ovan jord. Detta beror på att linjerna nästan uteslutande dragits genom stadsmiljö. Ett undantag är linje 8 med en längre sträcka ovan jord. Även den nya L10 leds delvis ovan jord; genom hamnen går den på en 4 km lång högbro. Utöver Barcelona täcker nätet även delar av de angränsande städerna – främst L'Hospitalet de Llobregat (med ett tiotal stationer) men även Badalona, Cornellà de Llobregat, Montcada i Reixac, Santa Coloma de Gramenet, Sant Adrià de Besòs och Sant Boi de Llobregat.

### Tunnlar
I Barcelona har man generellt sett valt att anlägga tunnlarna så nära marken som möjligt. Dåliga markförhållanden har gjort att man tvingats bygga nära gatuplan och undvika att dra tunnlarna under byggnader, så med några ytterst få undantag ligger tunnlarna alltid rakt under stadens gator. Detta har medfört att en del av linjerna har fått mycket branta backar på uppemot och i vissa fall över 4 procents lutning. Man har även tvingats att anlägga mycket snäva kurvor för att undvika byggnader; de snävaste kurvorna på hela nätet återfinns på linjerna 4 och 5 med kurvradier på 100 meter.
Vid byggandet av den första linjen (dagens linje 3) använde man sig främst av den belgiska tunneldrivningsmetoden, vilken i praktiken gick ut på att gräva tunneln för hand under stadens gator; under La Rambla använde man sig dock av öppet schakt. Även dagens linje 1 anlades genom att tunnlarna grävdes för hand under stadens gator. Här använde man sig dock av den österrikiska tunneldrivningsmetoden. När linje 2 skulle byggas ut i slutet av 1960-talet valde man att använda sig av en tunnelborrningsmaskin. Den fungerade dock mycket dåligt, och de första två åren lyckades man inte borra mer än drygt 100 meter tunnel.
Trots att tunnlarna i Barcelona oftast ligger väldigt grunt finns det undantag. När linje 3 skulle förlängas från stationen Canyelles tvingades man gå väldigt djupt under marken – som mest 74 meter – för att kunna komma under linje 4 där en bytesstation byggdes. Detta medförde att stationen Roquetes hamnade 61 meter under marken och var när den öppnade den djupaste stationen på hela nätet (nästan 40 meter djupare än någon annan station). När linje 5 ett par år senare förlängdes under bergen El Carmel och El Coll slogs dock ett nytt rekord i tunneldjup, när tunneln drogs 104 meter under marken mellan stationerna El Carmel och El Coll/La Teixonera. Vid byggandet av den nyaste linjen har man valt att uteslutande använda sig av tunnelborrningsmaskiner. Här har man dock valt att dra tunneln djupt under staden för att undvika ras, så den centrala delen av linjen borras på djup upp till 90 meter under marken.

### Stationer
Nästan alla stationer i Barcelonas tunnelbana är byggda med sidoplattformar, och mittplattformar finns nästan bara på de nyaste stationerna byggda under 2000-talet samt på några stationer som byggdes på linje 2 under 1990-talet. Även några ombyggda stationer har fått mittplattformar. Detta gäller bland annat stationen Mercat Nou, vilken tidigare hade sidoplattformar. Några stationer har även fått den så kallade "Barcelonalösningen", där man placerat en tredje plattform mellan spåren som endast nyttjas av avstigande. Metoden som syftade till snabba upp på- och avstigningar används dock inte längre.
I och med att nätet vuxit fram i form av flera oberoende linjer byggda som enskilda transportsystem, har anslutningarna mellan linjerna oftast kommit att bli mycket omständliga och krångliga. Det är sålunda inte ovanligt att man tvingas gå genom ett flertal trappor och långa anslutningstunnlar vid byte mellan olika linjer. Vid en del stationer kan avstånden vara två- till trehundra meter. För att underlätta linjebyte har man valt att installera rullband mellan stationerna Diagonal och Provençal, som ligger 385 meter från varandra. Även stationen Passeig de Gràcia skall byggas om och förses med rullband.
Precis som i Paris är tunnelbanan i Barcelona byggd för förflyttningar inom staden, snarare än resor mellan staden och dess förorter (så som är fallet med till exempel Stockholm tunnelbana). Man valde därför att anlägga stationerna mycket tätt, och när dagens linje 1 öppnade 1926 var stationsavstånden i medeltal 490 meter. En anledning till de mycket korta stationsavstånden var att man avsåg ersätta spårvagnarna, och det krävdes därför mycket god täckning. I centrala Barcelona är avstånden sällan mer än 600 meter och för hela nätet är medelavståndet 835 meter.

### Trafiken
Medelhastigheten i tunnelbanenätet är på 29 km/h. Under högtrafik trafikeras nätet med ett tåg mellan varannan och var sjunde minut.

## Linjer
Transports Metropolitans de Barcelona, förkortat TMB, driver 8 linjer i Barcelona med 154 stationer över 119 km. Dessa numreras som L1, L2, L3, L4, L5, L9, L10 och L11.
Ferrocarrils de la Generalitat de Catalunya driver L6, L7, L8 och L12, varav linje 8 är en smalspårig järnväg. Linjerna är helt fristående från det övriga nätet och ingår i två andra linjenät. L6, L7 och L12 ingår i linjenätet Metro del Vallès, medan L8 ingår i linjenätet Metro del Baix Llobregat. Linjerna 6, 7 och 8 hette tidigare U6, U7 och S3, där U står för urban järnväg medan S står för förortsjärnväg. Sedan 2003 är dessa tre linjer integrerade med övriga tunnelbanelinjer under en gemensam taxa, vilket sammanföll med namnbytet. Både linje 6 och linje 8 delar trafiken med flera andra linjer, vilka fortsätter ut till förorter utanför storstadsområdet. På linje 8, som har avgångar var fjärde till femte minut, sköts trafiken av sex olika linjer.  
| Linje                                           | Sträcka                                  | Ägare | Nuvarande längd | Stationer | Restid | Öppnad | Spårvidd |
| ----------------------------------------------- | ---------------------------------------- | ----- | --------------- | --------- | ------ | ------ | -------- |

Karta över Barcelonas tunnelbana (uppdaterad till november 2021). Streckade linjer anger pågående samt planerade utbyggnader. På kartan finns även stadens spårvagnslinjer T1–T6.

| 25x25px rect 0 0 500 500 L1 Metro de Barcelona  | Hospital de Bellvitge – Fondo            | TMB   | 20,7 km         | 30        | 46 min | 1926   | 1674 mm  |
| 25x25px rect 0 0 500 500 L2 Metro de Barcelona  | Paral·lel – Badalona Pompeu Fabra        | TMB   | 13,1 km         | 18        | 28 min | 1995   | 1435 mm  |
| 25x25px rect 0 0 500 500 L3 Metro de Barcelona  | Zona Universitària – Trinitat Nova       | TMB   | 18,4 km         | 26        | 41 min | 1924   | 1435 mm  |
| 25x25px rect 0 0 500 500 L4 Metro de Barcelona  | La Pau – Trinitat Nova                   | TMB   | 16,7 km         | 22        | 35 min | 1973   | 1435 mm  |
| 25x25px rect 0 0 500 500 L5 Metro de Barcelona  | Cornellà Centre – Vall d'Hebron          | TMB   | 18,8 km         | 26        | 43 min | 1959   | 1435 mm  |
| 25x25px rect 0 0 500 500 L6 FGC                 | Pl.Catalunya - Sarrià                    | FGC   | 4,7 km          | 9         | 14 min | 2001   | 1435 mm  |
| 25x25px rect 0 0 500 500 L7 FGC                 | Pl.Catalunya – Av.Tibidabo               | FGC   | 3,9 km          | 7         | 9 min  | 2001   | 1435 mm  |
| 25x25px rect 0 0 500 500 L8 FGC                 | Pl.Espanya – Molí Nou-Ciutat Cooperativa | FGC   | 12 km           | 11        | 21 min | 2003   | 1000 mm  |
| 25x25px rect 0 0 500 500 L9 Metro de Barcelona  | La Sagrera – Can Zam                     | TMB   | 7,9 km          | 8         | 15 min | 2009   | 1435 mm  |
| 25x25px rect 0 0 500 500 L9 Metro de Barcelona  | Aeroport T1 – Zona Universitària         | TMB   | 19,7 km         | 15        | 30 min | 2016   | 1435 mm  |
| 25x25px rect 0 0 500 500 L10 Metro de Barcelona | La Sagrera – Gorg                        | TMB   | 5,6 km          | 6         | 11 min | 2010   | 1435 mm  |
| 25x25px rect 0 0 500 500 L10 Metro de Barcelona | ZAL/Riu Vell – Collblanc                 | TMB   | 6,1 km          | 11        | ?? min | 2021   | 1435 mm  |
| 25x25px rect 0 0 500 500 L11 Metro de Barcelona | Trinitat Nova – Can Cuiàs                | TMB   | 2,3 km          | 5         | 5 min  | 2003   | 1435 mm  |
| 25x25px rect 0 0 500 500 L12 Metro de Barcelona | Sarrià – Reina Elisenda                  | FGC   | 0,6 km          | 2         | 2 min  | 2016   | 1435 mm  |

## Historia

1907 års tunnelbaneprojekt

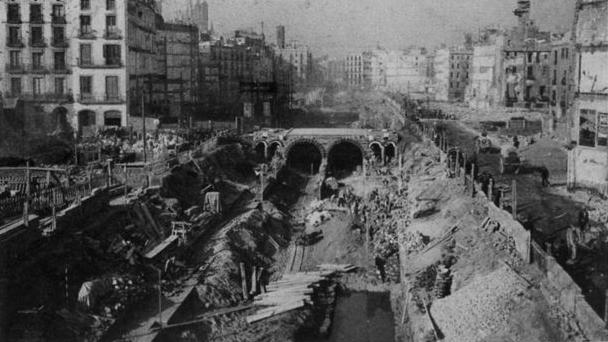
Tunnelbanebygget vid Via Laietana 1 januari 1912. Själva tunneln färdigställdes i april 1916 men öppnades inte för trafik förrän i slutet av 1926.

Den första tunnelbanelinjen i Barcelona, idag numrerad som linje 3

### Det första projektet
Det första initiativet till att bygga en tunnelbanelinje i Barcelona togs år 1907, efter att stadsplanerarna Octavio Zaragoza och Pablo Müller på uppdrag av Barcelonas stadshus utrett stadens trafikproblem. Duon rekommenderade byggandet av en tunnelbanelinje för att förbättra trafiksituationen. En 7,2 km lång linje mellan järnvägsstationen Barcelona Termino och torget la Bonanova beläget i stadsdelen Sant Gervasi föreslogs, där tågen skulle drivas elektriskt från en 500V strömskena och hela projektet beräknades kosta 7,5 miljoner pesetas (inklusive införskaffandet av 30 vagnar). Antalet passagerare beräknades till 18 miljoner första året, för att efter 10 år öka till 42 miljoner.
Zaragoza och Müller, medvetna om att en enda linje inte var tillräckligt för att möta stadens transportbehov, utvecklade under de följande åren planen till att omfatta ett mindre nät av linjer. Projektet presenterades i stadshuset i juni 1911, för att därefter aldrig påbörjas.
Den 27 december 1907 undertecknade den spanske kungen Alfonso XIII en koncessionslag som gav staden tillstånd att bygga och driva en underjordisk elektrisk järnväg mellan Barcelona och dess omgivningar (ferrocarril eléctrico subterráneo entre Barcelona y sus ensanches). I Barcelonas stadshus var man dock förbittrade över utformningen av lagen, vilken inte garanterade några som helst statliga subventioner samtidigt som äganderätten tillföll den spanska staten efter 90 års drift. Försök att få till en ny koncession liknande den för stadens spårvagnar, där äganderätten istället tillföll Barcelona stad efter 90 års drift, misslyckades. Någon tunnelbana blev därför aldrig påbörjad.
Under åren 1908–13 anlades den nya gatan Via Laietana mellan hamnen och stadsdelen Eixample. I samband med anläggandet av Via Laietana grävde man även en tunnel under gatan, med avsikt att den skulle kunna användas som tunnelbana. I ett försök att kringgå spanska statens regler skulle man istället hyra ut plats i tunneln åt en presumtiv operatör. Byggandet var mycket kontroversiellt, då tunneln inte fanns med i kostnaderna för anläggandet av Via Laietana. Inte heller lyckades stadshuset hitta någon användning för tunneln, efter att vare sig Barcelonas spårvagnar AB eller något av de två stora järnvägsbolagen i staden velat ingå avtal om driften av tunneln. 1916 färdigställdes tunneln, inklusive en halvfärdig station, utan att man lyckats hitta någon användning för den.

### Gran Metropolitano de Barcelona
Efter stadshusets misslyckanden med att lösa stadens trafikproblem stod det klart att det skulle krävas privat finansiering ifall någon tunnelbana alls skulle byggas, för några statliga pengar till tunnelbanebyggande i Barcelona existerade inte. 1921 bildades aktiebolaget Gran Metropolitano de Barcelona, efter att Barcelonas spårvagnar AB (Tramvies de Barcelona S.A), Kataloniens järnvägar AB (Ferrocarrils de Catalunya S.A) samt ett flertal banker enats om en gemensam finansiering.
1907 års tunnelbaneprojekt återupptogs, efter att man övertagit koncessionen som beviljades 14 år tidigare. Den 7 mars 1922 påbörjades byggandet av linjen mellan hamnen och stadsdelen Gràcia. Den 30 december 1924 invigdes de första 2,5 km mellan Plaça de Catalunya och Lesseps; idag är sträckan en del av linje 3. Samtidigt erbjöd sig Gran Metropolitano de Barcelona att köpa loss tunneln under Via Laietana, efter att man förhandlat fram en överenskommelse med stadshuset. En anslutningstunnel byggdes, och i slutet av 1926 öppnade tunneln under Via Laietana för tunnelbanetrafik efter att fram till dess ha stått oanvänd.

### Ferrocarril Metropolitano de Barcelona
Barcelonas andra tunnelbanelinje var även den privatfinansierad. Den 17 december 1920 bildades aktiebolaget Barcelonas stadsjärnväg Ferrocarril Metropolitano de Barcelona, S.A, vars syfte var att förverkliga ingenjören Fernando Reyes Garridos idé om en järnvägslinje genom centrala Barcelona inklusive en ny centralstation under Plaça de Catalunya (stationen som var menad att ersätta stadens andra järnvägsstationer byggdes aldrig då FMB misslyckades i förhandlingarna med stadens järnvägsbolag). Byggandet av linjen var delvis en följd av att Barcelona skulle arrangera 1929 års världsutställning, förbi vilken linjen passerade. Den 10 juni 1926, efter tre års byggande, öppnade den 3,9 km långa järnvägen inklusive 9 stationer. I folkmun fick den namnet transversalen El Transversal, beroende på att linjen passerade flera andra järnvägsspår.
Från början var det meningen att järnvägen skulle användas till både vanlig järnvägstrafik samt tunnelbanetrafik. Den fick därför samma lastprofil och spårvidd som det nationella järnvägsnätet (1674 mm) och är idag den enda linjen i Spanien som har kvar den spårvidden. Linjen kom dock aldrig att användas för någon järnvägstrafik då inga av stadens järnvägsbolag var intresserade av projektet och någon spåranslutning med det spanska järnvägsnätet realiserades inte förrän 1932 när järnvägsbolaget Norte (Compañía de los Caminos de Hierro del Norte de España) byggde sina egna spår i en gemensam tunnel fram till Plaça de Catalunya, den enda järnvägstrafiken tunneln använts för var ammunitionståg under det Spanska inbördeskriget samt vid underhållsarbeten, den blev istället en renodlad tunnelbanelinje redan från start. De två första åren var det Barcelonas spårvagnsbolag som skötte tunnelbanetrafiken, men på grund av den dåliga lönsamheten övergick FMB till att själva sköta trafiken. 
Då tunneln var konstruerad som en järnvägslinje var vagnarna mycket större än de som användes på Gran Metropolitanos linje, även stationerna var större med 90 meter långa och 5 meter breda perronger medan Gran Metropolitanos stationer var 60 meter långa med 3–4 meter breda perronger. Linjen hade världens största tunnelbanevagnar åren 1926 fram till 1962 när Torontos tunnelbana anskaffade större vagnar. I samband med att man förlängt linjen har man valt att bygga efter en mindre lastprofil, varför dagens vagnar är mindre, både i höjd och sidled. Först i mitten av 1940-talet översteg passagerarsiffran 10 miljoner resenärer om året, 20 år senare nådde linjen sin högsta trafikintensitet med 140 miljoner passagerare 1966 på den då 10km långa tunnelbanelinjen.

### Kommunalisering
Varken Gran Metropolitano de Barcelona (GMB) eller Ferrocarril Metropolitano de Barcelona (FMB) blev några direkta succéer. De första tio åren före spanska inbördeskrigets utbrott ut lyckades man bara locka över 10 procent av kollektivtrafikresenärerna, medan övriga fortsatte att nyttja de betydligt billigare spårvagnarna och bussarna. Efter inbördeskriget var båda bolagen utblottade, vilket medförde att underhållet eftersattes. Dock ökade antalet passagerare kraftigt som följd av att spårvagnsnätet förstördes under kriget och tog lång tid att reparera. 1954 köpte Barcelonas stadshus upp en majoritet i Ferrocarril Metropolitano de Barcelona, vilken i praktiken blev kommunaliserat, och 1961 köptes även Gran Metropolitano de Barcelona upp. I samband med kommunaliseringen infördes numrering av linjerna. Denna var ursprungligen skriven med romerska siffror, men 1982 byttes till nuvarande numrering.
Efter att Barcelona stad gått in som huvudägare i Ferrocarril Metropolitano de Barcelona 1954 sköts nytt kapital in i bolaget, och man började konstruktionen av en ny tunnelbanelinje. 1959 öppnades linje 2, som till en början fungerade som en matarlinje till linje 1. 1967 förlängdes linje 2, som åren 1961–69 drevs automatiskt med hjälp av ett system baserat på fotoceller vilka reglerade acceleration och inbromsning. 
1969 öppnades linje 5. Denna tillkom för att avlasta linje 1 och kallades även under ett tag för den övre transversalen. Den var ursprungligen tänkt att korsa hela Barcelona men kopplades istället ihop med linje 2 som därmed blev en del av linje 5 – först temporärt och senare permanent. Den del av linje 2 som vid tiden för sammankopplingen mellan linje 2 och linje 5 var under utbyggnad mot centrum lades på is efter omfattande tekniska problem. Detta skedde trots att stora delar av tunneln var färdiggrävd, och byggprojektet återupplivades först 20 år senare inför 1992 års sommar-OS. 
Invigningen av nya linje 2 skedde dock först 1995 efter flera tekniska problem. Förlängningen av linje 2 norr om Sagrada Família trafikerar den sträckning som linje 5 ursprungligen var avsedd att trafikera. 1973 tillkom linje 4, som från början var en gren av linje 3 och trafikerar den sträcka där de ursprungliga tunnelutgrävningarna gjordes i samband med anläggandet av Via Laietana. Det som är dagens linje 6 var ursprungligen en stadsjärnväg öppnad 1863 och då trafikerad med ånglok. I samband med 1929 års världsutställning byggdes en del av järnvägen om till tunnelbana, vilket förvandlade den till den tredje tunnelbanelinjen i Barcelona. Den har dock aldrig trafikerats med vagnar byggda specifikt för just tunnelbanetrafik. Linje 8 är en smalspårig förortsjärnväg ursprungligen byggd under 1800-talet. Den har under 1980- och 1990-talen byggts om och anpassats till tunnelbanetrafik men trafikeras med förortståg och pendeltåg.

## Teknik

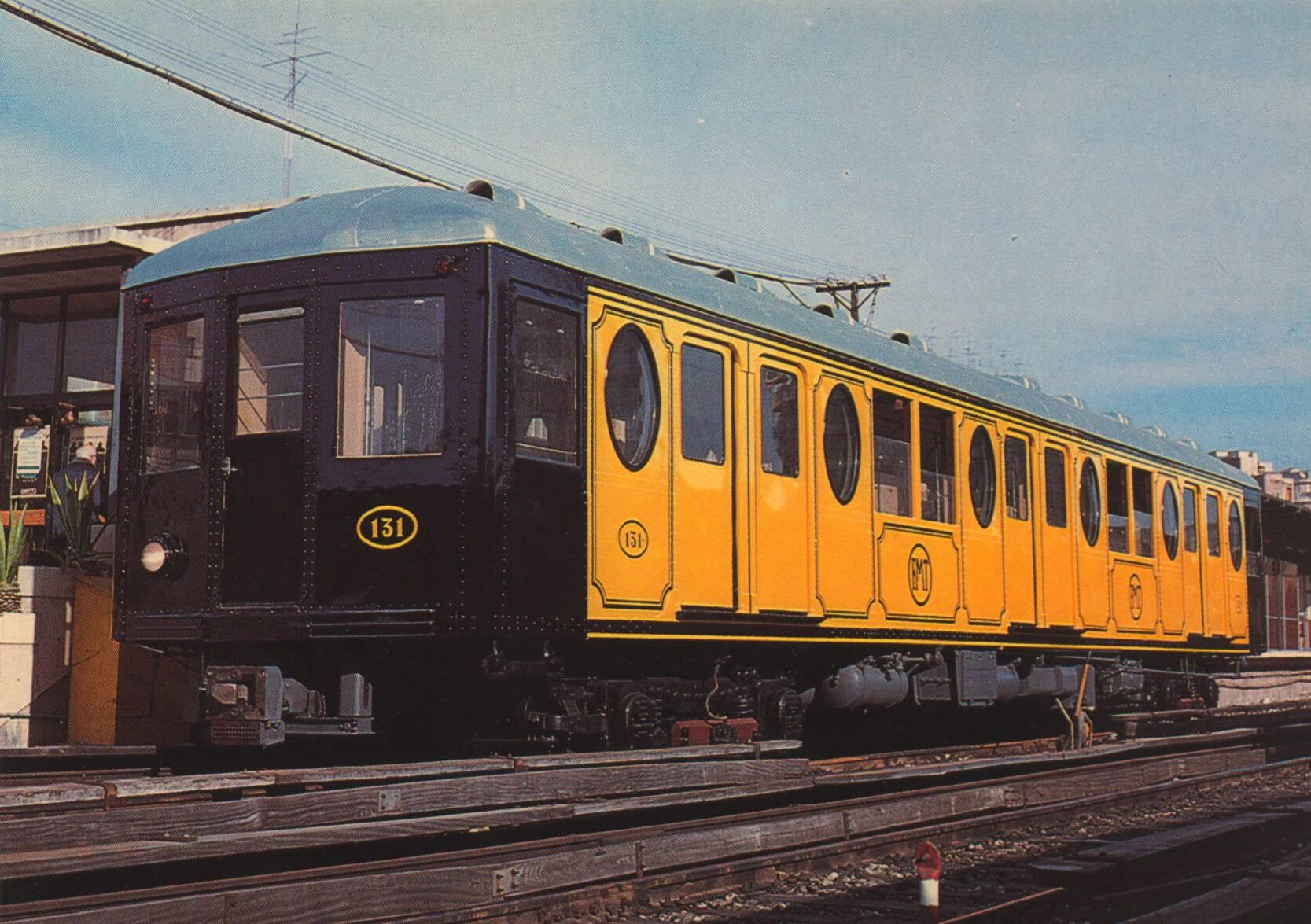
Den första vagnmodellen från 1926 som trafikerade Ferrocarril Metropolitano Transversal – idag linje 1. Vagnarna, som var världens största tunnelbanevagnar åren 1926–62, rymde 330 passagerare och vägde 77 ton fullastade.

Barcelonas tunnelbana (linjerna 2, 3, 4, 5 och 11) drivs elektriskt från en strömskena med 1,2 kV likspänning monterad i taket på tunneln. Även linjerna 1, 9 och 10 har strömskena i taket men med den högre spänningen 1,5 kV. Linje 1 byggdes ursprungligen med strömskena i marknivå bredvid rälsen, medan linjerna 3 och 5 ursprungligen hade kontaktledning. När linje 4 togs i drift 1973 hade den strömskena i marknivå bredvid rälsen. Även linje 3 fick strömskena i marknivå bredvid rälsen; först gjordes detta 1975 för halva linjen och 1982 för hela linjen. 
Av både underhållstekniska och rent ekonomiska skäl bytte man till strömskena i taket på samtliga linjer som drivs av TMB. FGC-linjerna 6, 7 och 8 drivs elektriskt från en kontaktledning med 1,5 kV likspänning.
Trafiken på de linjer som drivs av TMB sköttes 2007 av 746 vagnar, varav 598 motorvagnar samt 148 släpvagnar. På linjerna 1–5 har alla tågsätten samma utförande, vilket innebär fyra motorvagnar samt en släpvagn som oftast är placerad i mitten av tågsättet. Detta bildar ett tågsätt om fem vagnar om 85 meter, medan plattformarna i Barcelonas tunnelbanestationer är 90 meter långa. På linje 11, som är en matarlinje till linje 3 och 4, består tågsätten av två vagnar.
Trafiken på linjerna 6 och 7 sköttes 2007 av 42 stycken tågsätt i två modeller, vilket är serie 111 med trevagnståg samt serie 112 med fyravagnståg. På linje 8 sköttes trafiken av 37 stycken tågsätt i två modeller; det är serie 211 samt serie 213, båda i trevagnsutförande.
Spårvidden är 1435 mm på samtliga linjer, utom linje 1 där spårvidden istället är 1674 mm och linje 8 som har spårvidden 1000 mm. Vagnarna är på alla linjer 2,7 eller 2,8 meter breda, med undantag för linje 1 där de är 3,1 meter breda. Ett femvagnstågsätt sväljer omkring 900 passagerare, men då vagnarna är bredare på linje 1 sväljer tågsätten på denna linje drygt 1 000 passagerare. På linjerna 6, 7 och 8, där trafiken sköts med vagnar som även används i förortstrafik och pendeltågstrafik, tar vagnarna in färre passagerare i och med att sittplatsutrymmena är mer generöst tilltagna.
Medelåldern för vagnflottan till linjerna 1–5 och 11 var 2007 9,19 år och utgjordes av 9 olika modeller. På FGC-linjerna sköttes trafiken med vagnar satta i trafik främst under 1990-talet. Jämförelsevis kan i sammanhanget nämnas att det så sent som under tidigt 1990-tal fortfarande rullade vagnar från 1940-talet i reguljär trafik. De sista av de ursprungliga vagnarna från 1924 togs ur trafik först 1987/1988 och gick då fortfarande i reguljär trafik under helger.

## Nyaste linjerna L9, L10 och L11
I april 2002 påbörjades byggandet av en ny tunnelbanelinje i Barcelona. Den är tänkt att fungera som en länk mellan andra linjer och erbjuda täckning i områden som idag saknar rälsburen kollektivtrafik. Fokus har främst legat på att skapa så många bytesstationer som möjligt men samtidigt erbjuda transportmöjligheter mellan stadsdelar där det saknas kollektivtrafiklösningar.
Byggandet av linjen sköts av ett flertal tunnelborrningsmaskiner med en diameter på 12 meter. För att undvika ras på grund av de bitvis dåliga markförhållandena har man tvingats att borra tunneln på stort djup, vilket innebär upp till 90 meter under gatuplan. För att effektivt transportera människor in och ut ur stationerna byggs enbart hissar mellan gatuplan och perrongerna. Dessa kommer i några fall att ligga på mellan 60 och 70 meters djup, medan den djupaste stationen kommer att ligga 86 meter under marknivå. Öppnandet av Linje 9 (med västlig avslutning i Barcelona-El Prats flygplats skedde under februari 2016.
De tre senast tillkomna linjerna L9, L10 och L11 använder sig av automatisk hantering med fjärrstyrning. Vagnarna är här helt förarlösa. Hösten 2021 invigdes tre stationer på den linjen, så den sträcker sig ända fram till Zona Franca/ZALl och med endast två stationer till att bygga ut.

## Stängda, flyttade, ombyggda och aldrig öppnade stationer
Det finns ett flertal stationer som av olika anledningar stängts, byggts om, flyttats eller aldrig öppnats.

### Stängda stationer
- Bordata (Linje 1 mellan Mercat Nou och Santa Eulàlia). Stationen öppnades 1926 och stängdes 1983, efter att den hamnat för nära Santa Eulàlia när denna flyttats.
- Fernando (linje 3 mellan Liceu och Drassanes). Stationen öppnades 1946 och stängdes 1968 för att ge plats åt ett andra spår när linje 3 förlängdes.
- Correus (linje 3 mellan Jaume I och Barceloneta). Stationen öppnades 1934 och stängdes 1972. Den var en av ändstationerna på Gran Metropolitano de Barcelona men stängdes när linje 4 kom till.

### Flyttade och ombyggda stationer
- Santa Eulàlia (linje 1). Stationen öppnades 1932 och stängdes 1980 för att flyttas ett par hundra meter när linje 1 skulle byggas ut.
- Espanya (linje 1) Stationen öppnades 1929 och byggdes om 1975. Ett tidigare tredje spår som använts som stickspår byggdes om till en ny ingång med butiker.
- Universitat (linje 1). Stationen öppnades 1926 och stängdes 1971 för att byggas om när en ny järnvägstunnel mellan Plaça Catalunya och Estació de Sants öppnades. 1972 öppnade Universitat på nytt helt ombyggd.
- Catalunya (linje 1). Stationen öppnades 1926 men stängdes kort efter för att byggas om när järnvägstunneln mellan Plaça Catalunya och Estació del Nord färdigställts. 1928 öppnades Catalunya igen.

- La Sagrera (linje 1 och linje 5). Stationen byggdes om 2005–10 i samband med byggandet av de nya stationerna till linjerna 4 och 9/10. Samtidigt byggde man även en ny pendeltågsstation.

### Aldrig öppnade stationer
- Gaudí (linje 5 mellan Sagrada Família och Hospital de Sant Pau). Stationen byggdes 1968 i samband med att linje 2 skulle förlängas mot centrum. Den placerades invid den planerade stationen Sagrada Família på linje 5 för att möjliggöra byte mellan linjerna. 1969 kopplades linje 2 ihop med linje 5, och stationen som inte längre tjänade något syfte förblev oanvänd. Den används ibland för att visa reklam för passerande tåg.

- Ej namngiven station (linje 4 mellan Urquinaona och Jaume I). Stationen som aldrig byggdes färdig ritades av stadshusarkitekten Pere Falqués. Den anlades i samband med byggandet av tunneln under Via Laietana och skulle enligt ritningarna ha 70 meter långa samt 2 meter breda perronger. Varför stationen över huvud taget byggdes är okänt och inte heller varför man bara färdigställde halva stationen. Den kom aldrig att driftsättas utan användes istället som underhållsförråd när tunneln övertogs av Gran Metropolitano de Barcelona.

### Aldrig byggda stationer
- Travessera (linje 3 mellan Diagonal och Fontana). Stationen var tänkt att byggas i höjd med gatan Travessera de Gràcia. Den förberedes men påbörjades aldrig, och av den tilltänkta stationen byggdes enbart ventilationsschaktet.

- Virrey Amat (linje 4 mellan Maragall och Llucmajor). Stationen, som fanns med på infrastrukturplanen för åren 2001–10, blev aldrig byggd på grund av att den ansågs samhällsekonomiskt olönsam. Det var meningen att den skulle byggas bredvid stationen med samma namn på linje 5.